# Suso Gayoso Rey
Jesús Gayoso Rey (Suso Gayoso Rey) (Villalba, 6 de julio de 1930-Santiago de Compostela, 21 de febrero de 1987) fue un empresario y político gallego y uno de los miembros fundadores de Alianza Popular, embrión del actual Partido Popular. 

## Trayectoria
Tenía estudios en magisterio y derecho, y fue un empresario importante de la región, siendo dueño de una fábrica de ladrillos y una sala de fiestas. Llegó a la política de la mano de su amigo Manuel Fraga Iribarne y Filiberto Álvarez Marín, abogado y político gallego, también de origen villalbés.
Fue alcalde de Villalba entre 1970 y 1973 y posteriormente fue uno de los primeros miembros de Alianza Popular, partido que fundaría Manuel Fraga en 1976. 
Promotor de los primeros mítines en la zona y precursor regional en la fundación del partido, sería elegido parlamentario por la provincia de Lugo en las primeras elecciones autonómicas por Alianza Popular en 1981. Volvió a ser elegido parlamentario autonómico por Coalición Popular en las elecciones autonómicas de 1985.
Fue una persona muy allegada a su localidad natal, Vilalba, donde generó empleo y se implicó en los asuntos locales de manera desinteresada hasta su trágico fallecimiento en un accidente de tráfico en 1987. De manera póstuma, y a modo de agradecimiento el pueblo de Villalba decidió nombrar una plaza  con su nombre.